# Mariano Lima
Mariano Lima, né le 10 octobre 1989, est un footballeur international santoméen. Il évolue au poste d'attaquant.

## Biographie

### En équipe nationale
Il reçoit sa première sélection avec l'équipe de Sao Tomé-et-Principe le 23 mars 2016, contre la Libye (victoire 2-1). Il s'agit d'une rencontre entrant dans le cadre des éliminatoires de la Coupe d'Afrique des nations 2017.